# Großröhrsdorf
Großröhrsdorf (hornolužickosrbsky Wulke Rědorjecy) je město v německé spolkové zemi Sasko. Nachází se v zemském okrese Budyšín a má přibližně 9 700 obyvatel.

## Geografie
Město Großröhrsdorf leží asi 20 km od zemského hlavního města Drážďany. Nejvyšším vrcholem je Oswaldsberg s nadmořskou výškou 312 m. Městem protéká řeka Große Röder. Großröhrsdorfem prochází dálnice A4 a železniční trať Kamenec – Pirna.

## Historie
Großröhrsdorf byl založen kolem roku 1250 jako lesně-lánová ves. První písemná zmínka pochází z roku 1349, kdy je ves uváděna jako Grozen-Rudigersdorf. Název pochází z křestního jména lokátora Rüdiger. V roce 1924 získal Großröhrsdorf městská práva. Roku 1998 se spojil s Kleinröhrsdorfem a roku 2017 s obcí Bretnig-Hauswalde.

## Správní členění
Großröhrsdorf se dělí na 4 místní části:
- Bretnig
- Großröhrsdorf
- Hauswalde
- Kleinröhrsdorf

## Pamětihodnosti
- barokní kostel v Großröhrsdorfu z let 1731–1736
- secesní radnice v Großröhrsdorfu z let 1907–1908
- vesnický kostel v Kleinröhrsdorfu

## Osobnosti
- Carl Gottlob Boden (1797–1877) – majitel textilní továrny
- Johanna Juliane Schöne (rozená Schurig; 1807–1841) – majitelka továrny na klobouky
- Carl Friedrich Richter (1811–1862) – básník a revolucionář, pseudonym Carl Rosen
- August Berthelt (1813–1896) – pedagog
- Friedrich Wilhelm Hesse (1817–1897) – lékař a politik
- Friedrich Ehregott Praßer (1819–1888) – astronom, vynálezce, pedagog, publicista, kronikář
- Bernhard Rentsch (1856–1945) – zeměměřič a politik
- Edmund Theophron Boden (1860–1936) – továrník
- Götz Rudolf Richter (1923–2016) – spisovatel
- Werner Felfe (1928–1988) – politik
- Volker Schurig (* 1940) – chemik a profesor na Universitě Tübingen
- Frank Radschunat (1958–2011) – politik
- Jens Wonneberger (* 1960) – spisovatel
- Volker Sielaff (* 1966) – spisovatel
- Marko von Oppen (* 1970) – mistr ve hře Go
- Tom Schulz (* 1970) – spisovatel a překladatel
- Robby Gerhardt (* 1987) – mistr světa ve veslování
- Maria Schöne (* 1987) – šachistka
- Andy Zirnstein (* 1988) – raper, umělecké jméno Die Asiate
- Theresia Philipp (* 1991) – jazzová hudebnice